# Szczytniki (powiat kaliski)
Szczytniki – wieś w Polsce, w województwie wielkopolskim, w powiecie kaliskim, w gminie Szczytniki. Siedziba gminy Szczytniki.
W latach 1975–1998 wieś administracyjnie należała do województwa kaliskiego.

## Integralne części wsi
| SIMC    | Nazwa     | Rodzaj    |
| ------- | --------- | --------- |
| 0210140 | Kobylarka | część wsi |

## Historia
W średniowieczu wieś służebna grodu kaliskiego. W XVIII w. własność Łubieńskich, którzy wybudowali tu dwór stojący do dzisiaj.
Marian Brandys podaje, że Feliks Franciszek Łubieński „jako pierwszy sprowadził do Polski ziemniaki i uprawiał je w swoich Szczytnikach pod Sieradzem”. W rękach Łubieńskich wieś ta pozostawała przez 150 lat. Rozwinęli oni gospodarkę hodowlaną, tkactwo płócienne, zajmowali się ulepszaniem upraw, zakładaniem ogrodów, pasiek, chmielników.
Gdy Prusacy w wyniku II rozbioru Polski zajęli te ziemie, król pruski Fryderyk Wilhelm II Hohenzollern w październiku 1793 wybrał się na objazd zdobytych terytoriów. Wyraził wtedy życzenie odwiedzenia Feliksa Łubieńskiego w Szczytnikach. Król był goszczony w obecności ok. stu przedstawicieli szlachty. Po trzecim rozbiorze Feliks Łubieński, za wstawiennictwem króla pruskiego, zawarł umowę z namiestnikiem pruskim, von Hoymem i zamienił Szczytniki wraz z Kalinową na starostwo guzowskie z 6,000 hektarami w Guzowie, gdzie do niedawna, starościną była matka Feliksa, Paula Szembek.
Miejsce urodzenia Tomasza Łubieńskiego – generała wojsk Królestwa Polskiego i założyciela firmy "Łubieński i Ska".

## Zabytki
We wsi znajduje się pomnik Augustyna Kordeckiego, przeora klasztoru paulinów na Jasnej Góry, urodzonego w Iwanowicach. Odsłonięcia pomnika dokonał 30 października 1938 marszałek Edward Śmigły-Rydz.
Dwór rodziny Łubieńskich.